# 韦罗妮卡·布伦纳
韦罗妮卡·布伦纳（英語：Veronica Brenner，1974年10月18日—），加拿大女子自由式滑雪运动员。她曾代表加拿大参加1998年和2002年冬季奥林匹克运动会自由式滑雪比赛，其中2002年冬季奥运会获得一枚银牌。